# Hans Ulrich Obrist

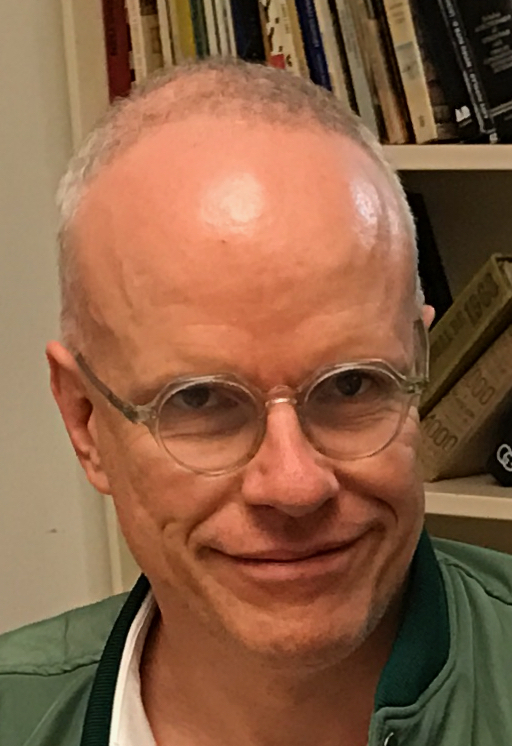
Hans-Ulrich Obrist (2017)

Hans Ulrich Obrist (* 21. Mai 1968 in Weinfelden, Schweiz) ist ein Schweizer Kurator für zeitgenössische Kunst.

## Leben und Wirken
Hans Ulrich Obrist wandte sich nach den Studien der Ökonomie und Politik der zeitgenössischen Kunst zu. So organisierte er Ausstellungen im Nietzsche-Haus in Sils Maria oder dem Museum für Stadtentwässerung in Zürich. Er kuratierte u. a. Ausstellungen im Musée d’art moderne de la Ville de Paris, der Kunsthalle Wien, den Deichtorhallen in Hamburg und im New Yorker P.S.1. Einige seiner frühen Projekte kuratierte Obrist für die Wiener Kunstinitiative museum in progress, darunter etwa 1993 die legendäre Ausstellung museum in progress an Bord mit Alighiero Boetti an Bord von Austrian Airlines, Interventionen in der Tageszeitung Der Standard 1995, u. a. mit Christian Marclay, Matt Mullican und Lawrence Weiner, und Travelling Eye in der Zeitschrift profil 1995/1996, etwa mit John Baldessari, Nan Goldin, Felix Gonzalez-Torres und Gerhard Richter.
Weiters ist Obrist auch Jurymitglied des Kunstprojektes Eiserner Vorhang, das museum in progress seit 1998 in der Wiener Staatsoper mit jährlich wechselnden Künstlern realisiert, wie beispielsweise mit David Hockney, Jeff Koons, Maria Lassnig, Rosemarie Trockel, Cy Twombly und Kara Walker. 2005 war er zusammen mit Daniel Birnbaum und Gunnar B. Kvaran Kurator von Uncertain States of America, einer vom CCS Bard Hessel Museum, Annandale-on-Hudson (USA) ausgehenden Wanderausstellung mit Zwischenstationen am Astrup Fearnley Museum of Modern Art, am Bard College in New York, in der Serpentine Gallery in London und am Reykjavík Art Museum.
Obrist war 1992 Gründer des mobilen Museums Robert Walser und ab 2000 Mitglied des Kuratoriums der Allianz Kulturstiftung. Er ist Co-Direktor der Serpentine Gallery in London, und Autor verschiedener Werke der Kunstliteratur.
Obrist engagiert sich im „Interview Project“, einer umfangreichen Kollektion von Interviews, die er mit Künstlern, Architekten, Filmemachern, Wissenschaftlern, Philosophen und Musikern geführt hat. Die Interviews sind teilweise im Magazin Artforum beziehungsweise in Buchform veröffentlicht worden. Längere Interviews wurden in der Conversation Series aufgelegt, mehrere dieser Bücher mit Interviews mit John Baldessari, Zaha Hadid, Gerhard Richter, Dominique Gonzalez-Foerster, Yoko Ono, Robert Crumb und Rem Koolhaas sind bereits erschienen.
Für die Jahre 2010 und 2011 wurde Obrist vom Fachmagazin ArtReview auf dem zweiten Platz der Liste der 100 einflussreichsten Menschen in der Kunstbranche gesehen, im Jahr 2009 war er die einflussreichste Person.
Seit Oktober 2012 ist Obrist Gründungsmitglied der Akademie der Künste der Welt in Köln. Seit 2016 ist er künstlerischer Leiter (Artistic director) der Londoner Serpentine Galleries.

## Publikationen
- Interviews: 1, Charta. 2003, ISBN 88-8158-431-X.
- Gerhard Richter. 100 Bilder. Hatje Cantz, 2005, ISBN 3-7757-1686-6.
- Bruce Altschuler, Bruce Altshuler: Do It. Independent Curators, 1998, ISBN 0-916365-51-4.
- Mark Godfrey, Liam Gillick: Anri Sala. Phaidon, 2006, ISBN 0-7148-4527-2.
- Robert Violette, Gilbert: The Words of Gilbert & George: Writings, Statements, and Interviews 1969–1997: Writings and Interviews. Violette Editions, 1998, ISBN 1-900828-00-6.
- mit Rem Koolhaas: The Conversation Series Nr. 4. König, Köln 2006, ISBN 3-86560-077-8.
- Serpentine Gallery Pavilion 2006: Rem Koolhaas and Cecil Balmond with Arup. König, Köln 2008, ISBN 978-3-86560-393-7.
- mit Rem Koolhaas: Project Japan: Metabolism Talks. Taschen, Köln 2011, ISBN 978-3-8365-2508-4.
- Ways of Curating. Penguin Books, London 2015, ISBN 978-0-241-95096-8.
  - deutsch: Kuratieren! C. H. Beck, München 2015, ISBN 978-3-406-67364-1.
- Maria Lassnig. Briefe an Hans Ulrich Obrist. Verlag der Buchhandlung Walther König, Köln 2020, ISBN 978-3-96098-817-5.
- mit Hilar Stadler, David Glanzmann (Hrsg.): «zusammen zeichnen». Edition Moderne, Zürich 2022, ISBN 978-3-03731-232-2.

## Auszeichnungen
- 2015: Internationaler Folkwang-Preis

## Ausstellungen als Kurator (Auswahl)
- Gregor Schneider: La maison morte u r 1985–1998. Musée d’art moderne de la Ville de Paris.
- 2022/23: Worldbuilding: Videospiele und Kunst im digitalen Zeitalter, Julia Stoschek Collection Berlin